# Ures
Ures est un établissement humain en Sonora, au nord-est du Mexique. 

## Galerie

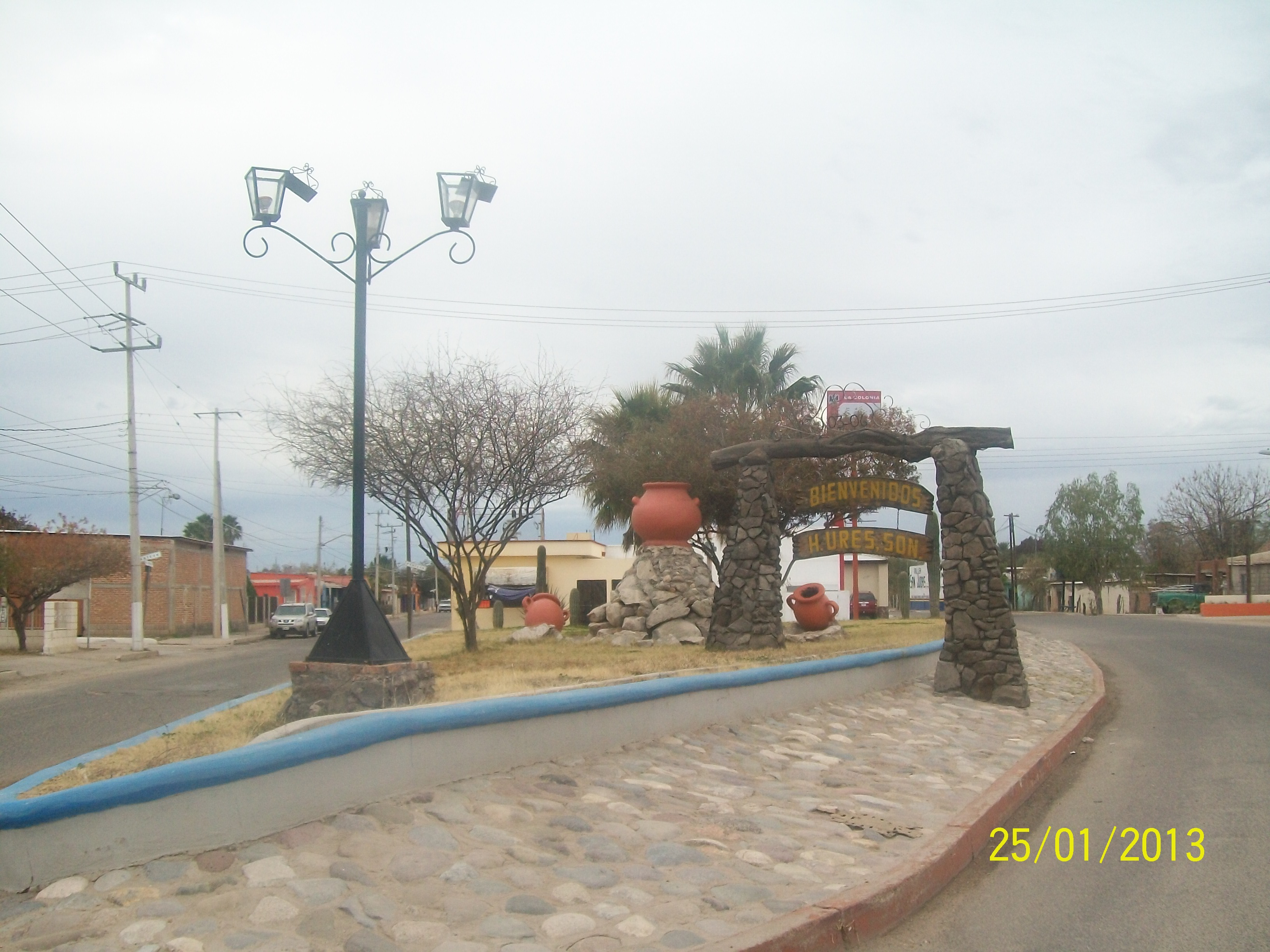
Entrée orientale de la localité